# Luis Pavez Contreras
Luis Antonio Pavez Contreras (Santiago, 25 giugno 1988) è un calciatore cileno, centrocampista dell'Unión Española.

## Caratteristiche tecniche
È un interno di centrocampo.

## Palmarès
- Campionato cileno: 1

Unión Española: 2013 (T)